# トヨタ・カルディナ
カルディナ（CALDINA）は、トヨタ自動車が製造・販売していたステーションワゴンである。

## 初代（T190G/V型 1992年-2002年）
ワゴン:1992年 - 1997年
カルディナは1989年（平成元年）に登場したスバル・レガシィの大ヒットに刺激され、商用バンではないステーションワゴンとして1992年11月に登場。10代目（T190型）コロナをベースに、乗用モデルのエンジンは4S-FE型（1,800cc・125ps）と、3S-FE型（2,000cc・140ps、4WD仕様は135ps）のハイメカツインカム、2C型2,000ccディーゼルエンジン（73ps、後期型は2C-T型2,000ccディーゼルターボエンジン・88ps）を搭載する。商用モデルであるカルディナバンにもディーゼルエンジンがラインアップされている。ガソリンエンジンは5E-FE型（1,500cc・94ps）。バンの最大積載量は500kg（ただし4WDは400kg）。なお、積載性能とコストを考慮し足回り（リヤ）はワゴンのストラットからリーフに、そしてホイールハブは5穴から4穴に変更されている（PCD：100は同じ）。スカイキャノピー装着車は全高1,555ミリメートルと当時のステーションワゴンとしてはかなり高い部類だが、実態はただ膨らんだだけのサンルーフのような装備のため、室内高は通常仕様と変わるところはない。またスカイキャノピーには当時流行していたルーフレールも設定されず、社外品のスキーキャリアだとうまく取り付けできない場合もある。
1995年2月、「TZ-G」グレード追加。3S-GE型スポーツツインカムエンジン（2,000cc・175ps、AT仕様は165ps）が搭載された。なお、このグレードは4WDのみの設定であった。
1996年1月、後期型へマイナーチェンジ。インパネが11代目コロナプレミオ（T210型）と同一のものに、1,800ccのエンジンが4S-FE型から7A-FE型（115ps、リーンバーンエンジン）に変更された。また、前期型に設定されていたグラスルーフ仕様の「スカイキャノピー」に代わって、大型サンルーフを装備した「エアリアル（AERIAL）」が設定されている。エアリアル専用装備としてマルチリフレクター式の前後レンズが備わった（これは後に特別仕様車にも採用された）。ヨーロッパでは「カリーナE」の名前で発売された。
1997年8月、生産終了。在庫対応分のみの販売となる。
1997年9月、2代目と入れ替わる形で販売終了。なお、カルディナバンは2代目にモデルチェンジ後も2002年7月1日まで初代モデル（T190V型）を継続販売していた。1999年8月のマイナーチェンジでディーゼルは3C-E型2,200ccディーゼルエンジンに換装、更に4WDにガソリンエンジン（3S-FE型、2,000cc）が追加された（ATのみ）。同じくトヨペット店扱いであった最大積載量400kgのマークIIバンの代替需要を見込んでいたとされるが、マークIIバンはFRの堅牢性を求める顧客や、マイカーと商用車を兼ねる個人商店や官公庁需要が根強く、1997年のモデル廃止まで併売され、本車に統合された。これらの販売上の後継車として、初代ヴィッツのプラットフォームを用いたサクシードとして独立することになるが、ヴィッツ系プラットフォームを用いた関係上、サクシードの最大積載量はマークIIバンとカルディナバンの中間となる450kg（2014年のビッグマイナーチェンジまで。4WDは400kg）となった。最大積載量500kgのライトバンは1999年のクラウンバンのモデル廃止以降はカタログモデルとして存在しない。
発売当時の日本ではかつてないRVブームとなっていたためか、バックドアにスペアタイヤを背負った特装車「フィールドハンター」が存在する（全長が長くなるため3ナンバー登録となる）。元々はスプリンターカリブに設定されていたが、後にカルディナにも設定されたものである。バンはローライダー系カスタムを好む層に一時期人気があった。

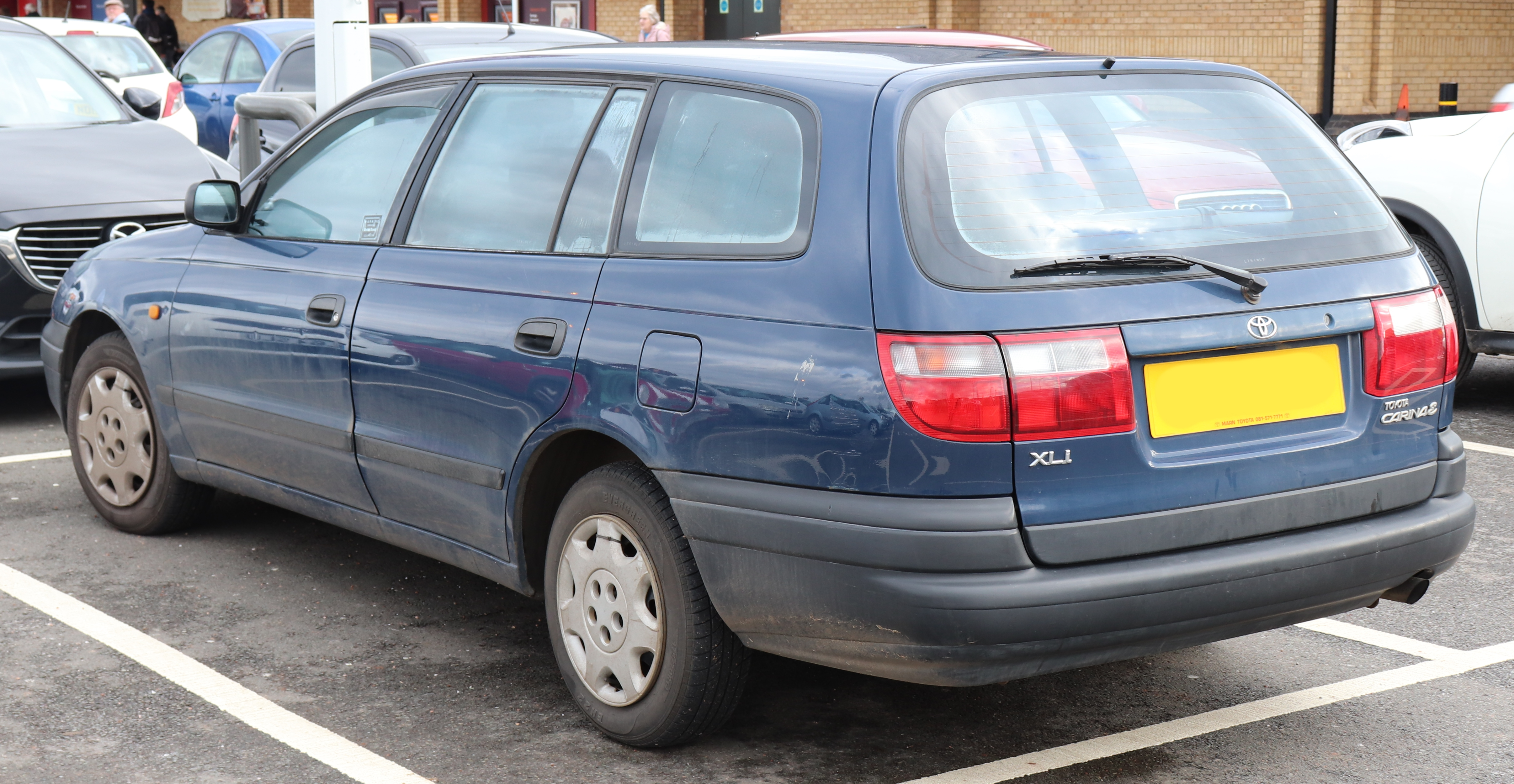
リア （輸出仕様のカリーナE）
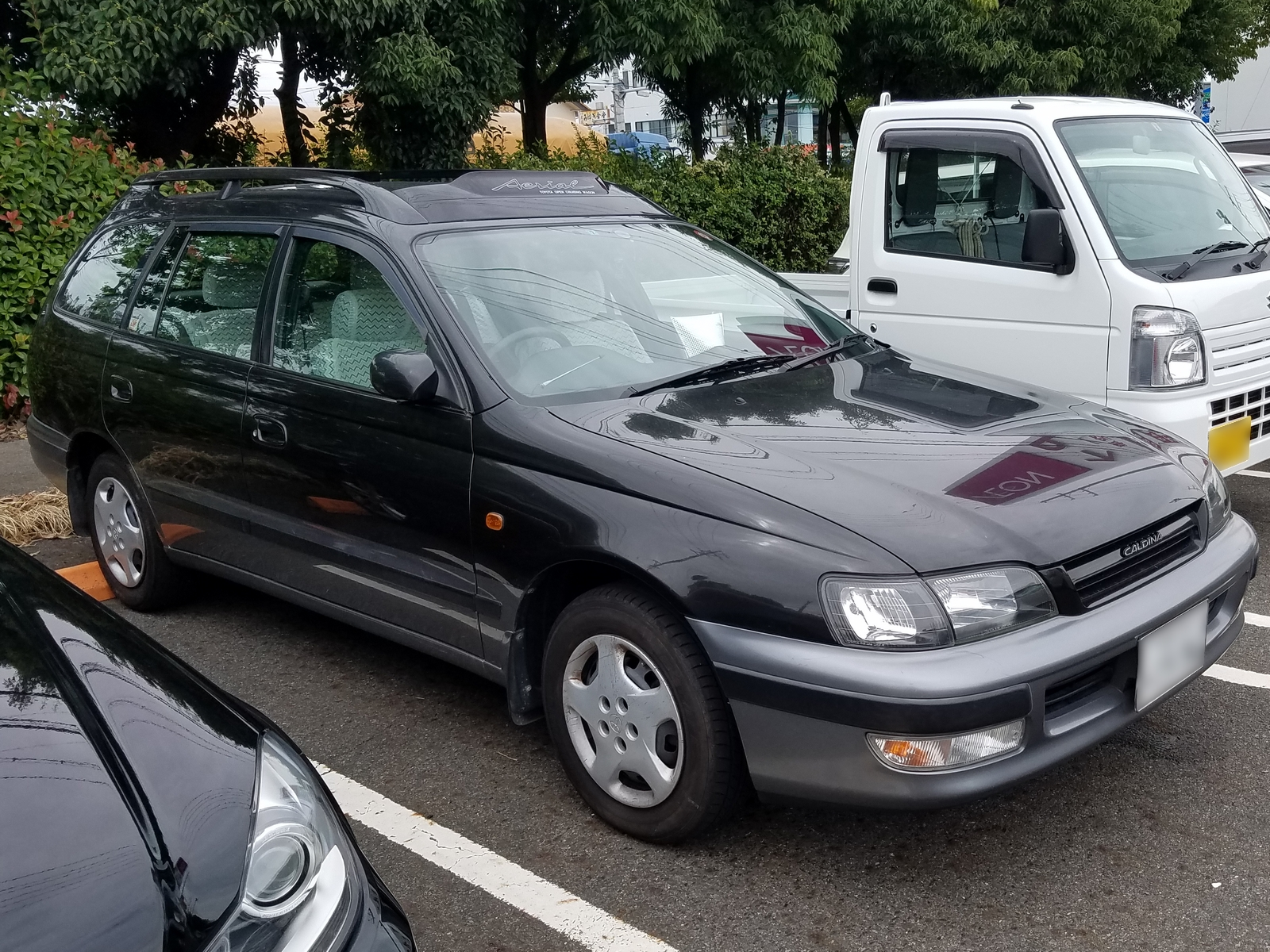
後期型 TZエアリアル
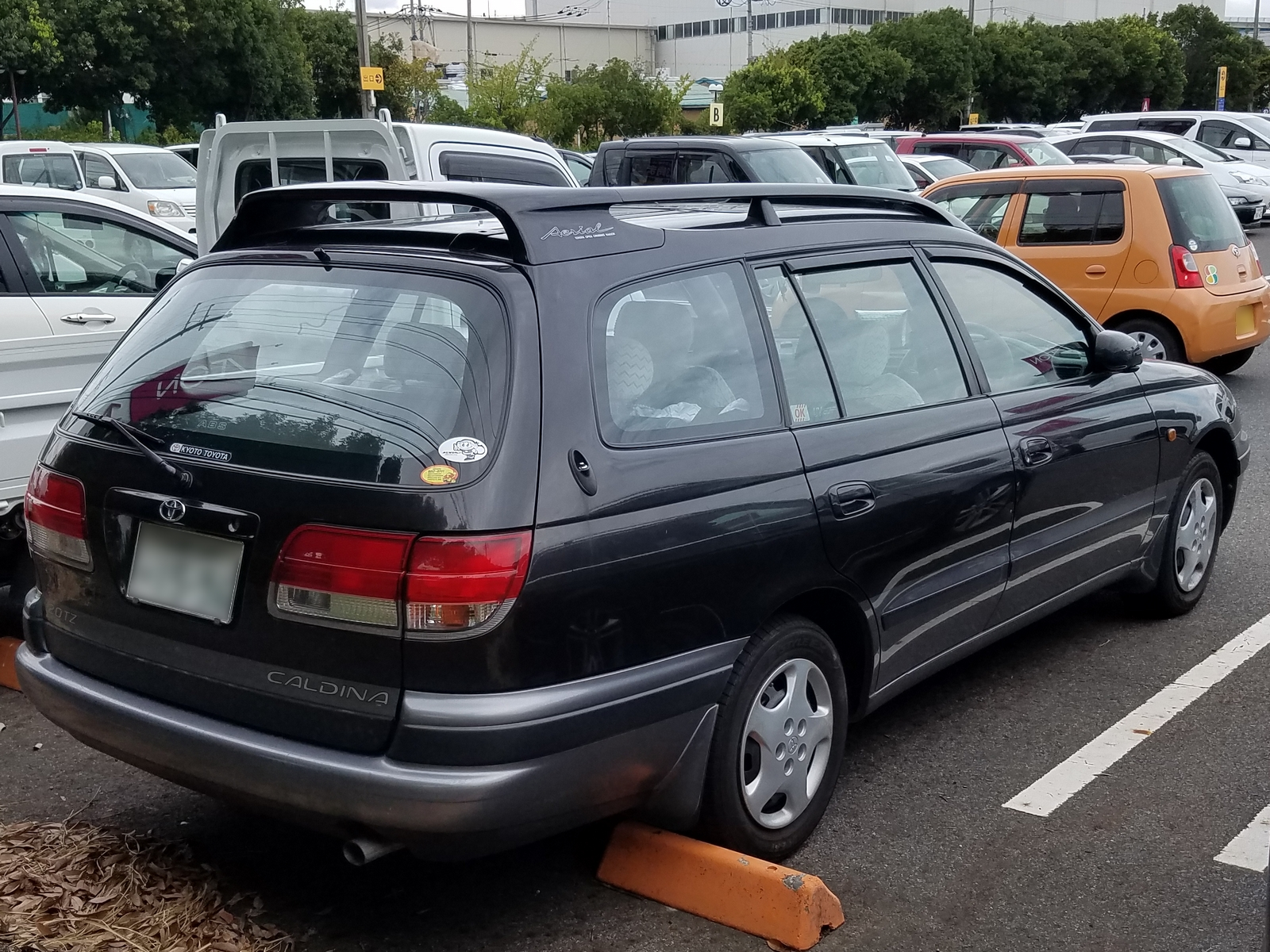
後期型 TZエアリアル
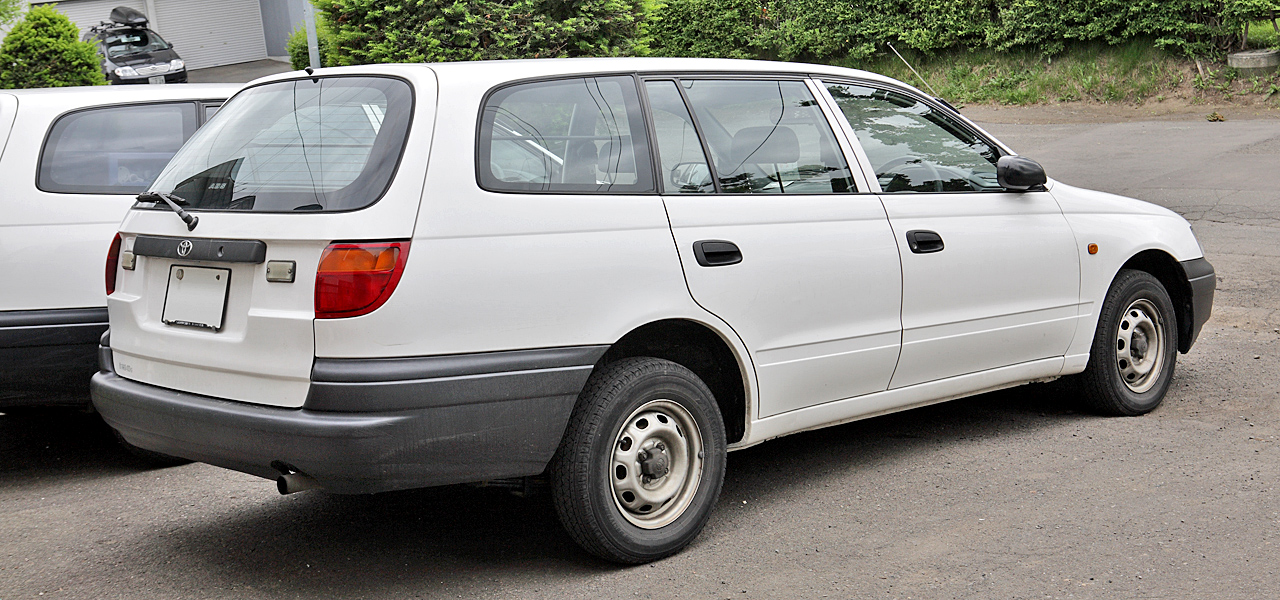
リア バン

## 2代目（T210G/W型 1997年-2002年）
1997年9月登場。エンジンはディーゼルエンジンが2,200ccディーゼルターボ（3C-TE型、94ps）に変更され、スポーツグレードとして「GT」（3S-GE型、190ps）、「GT-T」がラインアップされた。GTに搭載されている3S-GE型エンジンには可変バルブタイミング機構のVVT-iが新たに採用され、旧型（AT仕様）比で+25psのパワーアップを実現。GT-Tにはハンドルの表裏面に付けられたボタンによりマニュアル操作が可能なAT、スポーツステアマチック（ステアシフトとも名乗っていた）仕様とMT仕様が設定されていた。GT-Tは、当時このクラスでカリスマ的人気を誇っていたレガシィツーリングワゴンGT-Bへの対抗策として企画され、セリカGT-FOURに搭載されている3S-GTE型（2,000cc・260ps）ターボエンジンを搭載した。GT-Tのみワイドフェンダーのため3ナンバーとなる。3S-FE型ハイメカツインカムはT190G型のパワースペックをほぼ踏襲し「G」、「E」グレードとしてラインナップ。特別仕様車としてはGT-Tのエクステリアを用いた「2.0Gツイスター」が設定された。GT-T以外のグレードの4WDシステムはこの代からセンターデフ方式からVフレックス方式に変更となった。
2000年1月、マイナーチェンジ。変更点は前後バンパーの大型化および意匠、ヘッドライト、ラジエーターグリル、テールライトの意匠。装備に関してはGT系にディスチャージヘッドランプ（ロービーム・オートレベライザー付き）が標準装備となり、Eグレードを除く全車にシルエットメーター（夜間照明で文字盤が発光するもの）が装備された。グレード展開の変更点としては、4WDのみであったGTに前輪駆動モデルが追加された。また、T190G型後期からT210G/W型の前期型まで設定されていた大型サンルーフ仕様の「エアリアル」はこのマイナーチェンジに伴って廃止された。ヨーロッパではTMUK（イギリス）で現地生産が行われ、初代アベンシスの名前で発売された。
2002年8月、生産終了。在庫対応分のみの販売となる。
2002年9月、3代目販売に伴い、販売終了。

### 欧州仕様
ヨーロッパではTMUK（イギリス）で現地生産が行われ、初代アベンシスの名前で発売されていた。

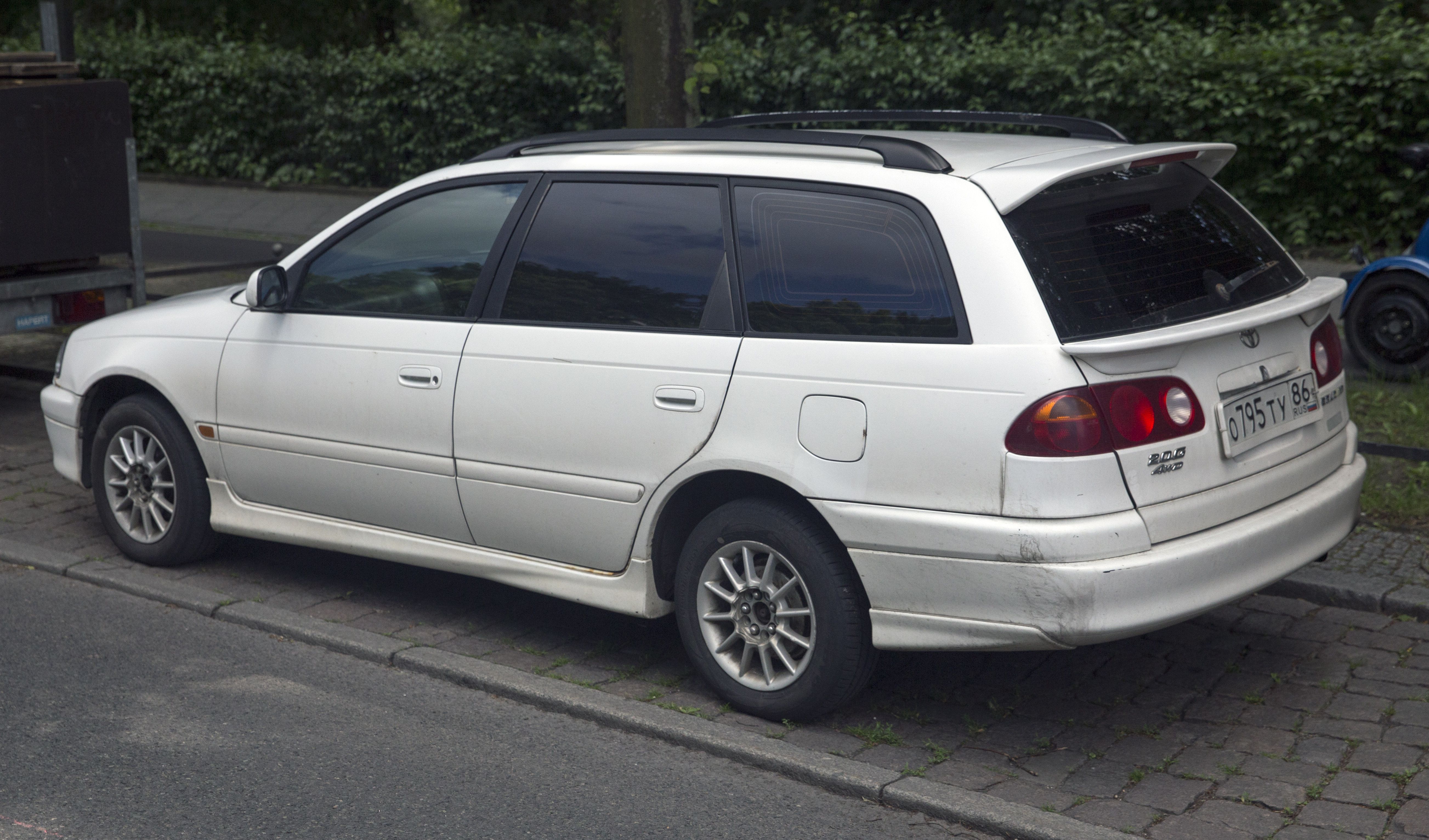
リア（前期型1997年9月 - 2000年1月）
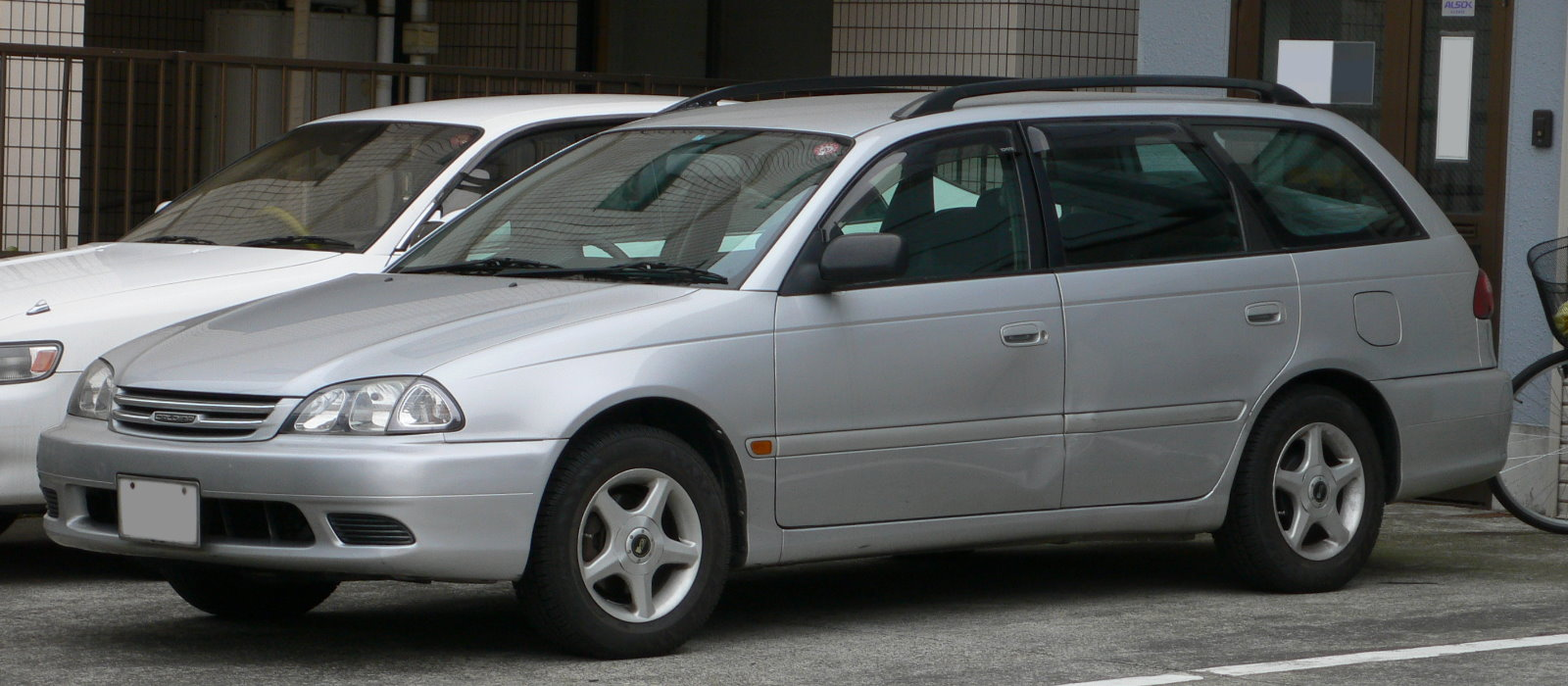
後期型（2000年1月 - 2002年9月）
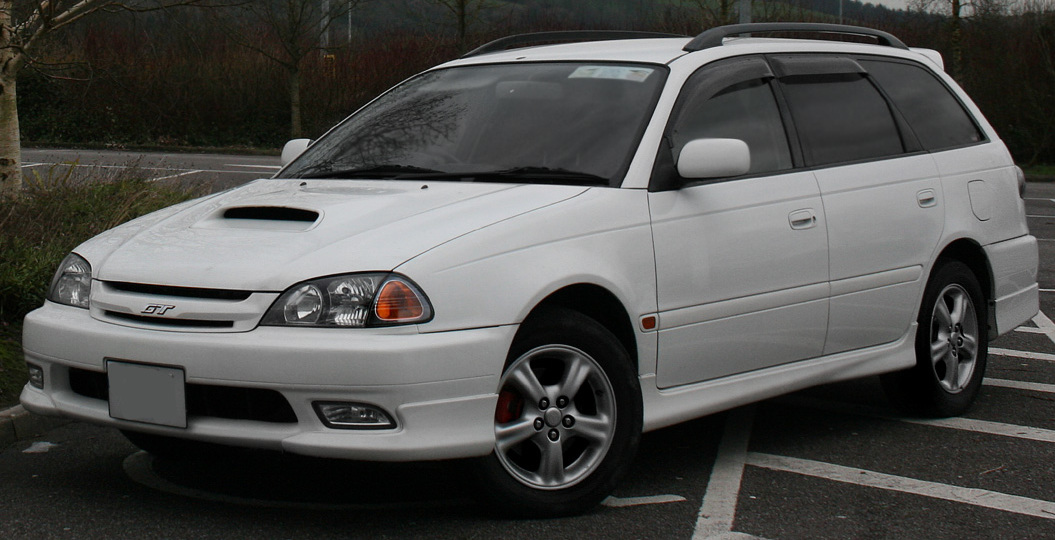
GT-T　後期型

## 3代目（T240W型 2002年-2007年）
2002年9月登場。全幅が1,740mmとなり、全車3ナンバー登録となった。日本国内専用車となり、輸出モデルはアベンシスのワゴンモデルが後を継いだ。先代で設定のあったディーゼルエンジンは廃止され、ガソリンエンジンのみとなった。またプラットフォームにはMCプラットフォームが用いられた。自然吸気エンジンはすべて一新され、1,800ccが従来の7A-FE型から1ZZ-FE型(132ps)に、2,000ccは3S-FE型・3S-GE型から1AZ-FSE型2,000cc直噴(2WD:152ps / 4WD:150ps)に変更された。
ターボモデルはグレード名に同社のセリカ譲りのGT-FOUR（ジーティーフォー）を冠し、従来と同じく3S-GTE型（260ps）を搭載した。このエンジンは改良が加えられ、優-低排出ガス認定を受けた。その走行性能は素晴らしく、ニュルブルクリンクでのラップはスープラより速い8分46秒を記録している。これを記念し、倒立式フロントダンパーおよびモノチューブ式リアダンパー（カヤバ製）、レカロシート（AM19）などを装備したNエディション（Nはニュルブルクリンクの頭文字）という走りを極めたモデルもラインナップされた。ミッションはスポーツシーケンシャルシフトマチックを採用するGT-FOURを含め、全グレードで4速ATのみとなった。
2005年1月17日、マイナーチェンジを受け、ラジエーターグリル、フロントバンパー、ヘッドライト、フロントスポイラー、テールライトの意匠変更、内装色の一部変更といった外観上の変更のほか、ディスチャージヘッドランプのレベリング自動化、ラゲージルームのスペース拡大、巻き取り式トノカバーの採用といった使い勝手の向上によって商品性の向上を図った。さらに、ステアリングシャフトの剛性向上、インストルメントパネル周りの剛性向上、リヤスタビリティブレースの剛性向上、サスペンションの最適化といった走行性能の向上も図られた。なお、グレード設定に関してはGT-FOURのNエディションおよび、同廉価グレードのCエディションが廃止された。また、2.0L NAの2.0ZT/2.0Zに搭載されている1AZ-FSEがリーンバーン直噴からストイキ（理論空燃比）直噴仕様（155ps）に変更となっている。
2007年5月に生産終了。在庫対応分のみの販売となる。
2007年6月30日でマークIIブリット（後継車はマークXジオ）やクラウンエステート、ブレビスとその姉妹車のプログレ（2台とも後継車はSAI）などとともに販売終了となった。これによりカルディナは15年の歴史および3S-GTE型エンジンの歴史に幕を閉じることになった。
日本国内向けのトヨタの持ち込み登録車を除く量産車では、ガソリン車のターボ車は2015年4月マイナーチェンジの2代目オーリスの1.2Lターボ搭載車（「120T」）の登場まで一時的であるが消滅した。なお、カルディナワゴンを含むトヨタの3ナンバーモデルの国内生産ステーションワゴンはそれぞれ直系の後継車がなく、2011年5月にプリウスαが発売されるまでの約4年間ブランクを開ける形となる。販売期間中の新車登録台数の累計は8万7772台。

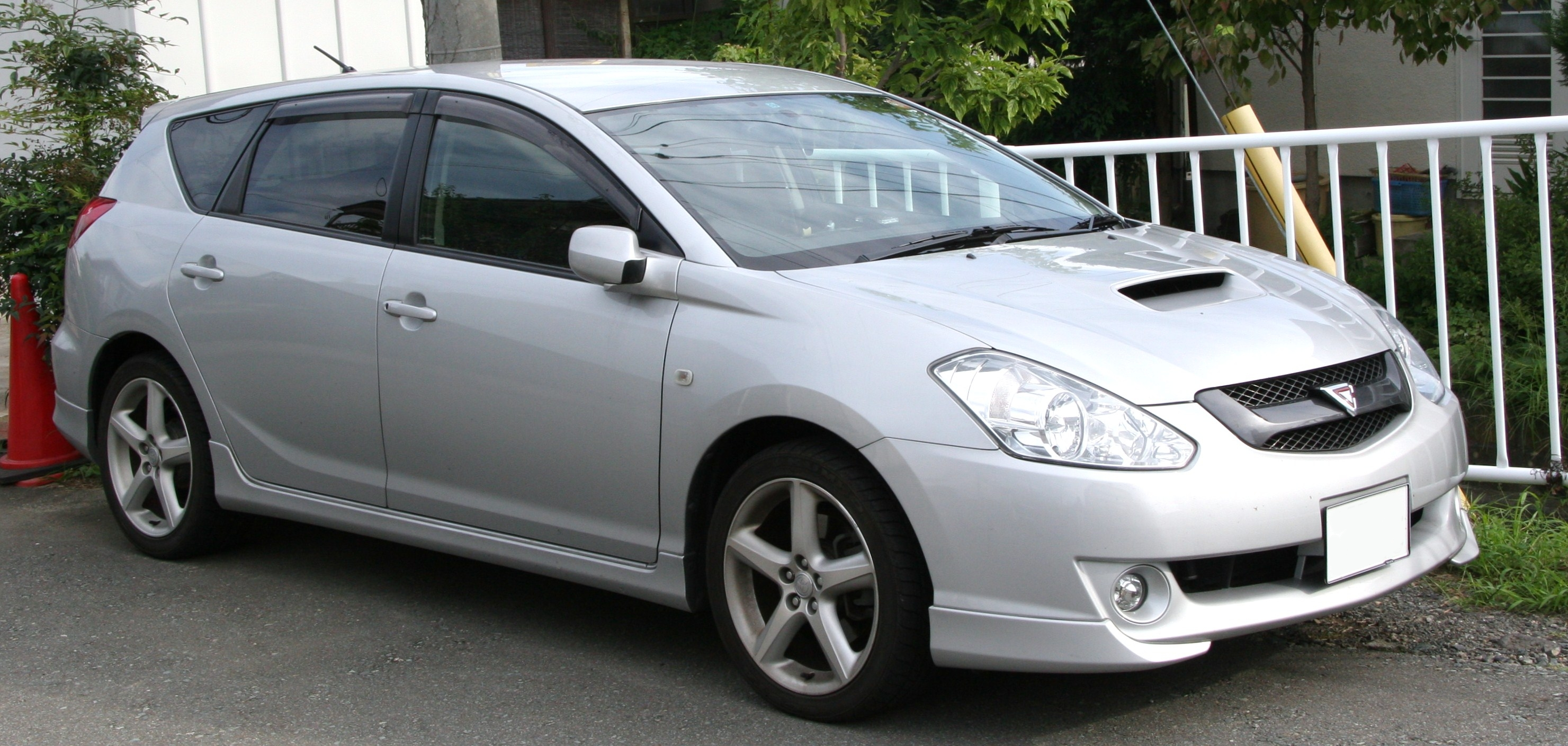
前期型（GT-FOUR）
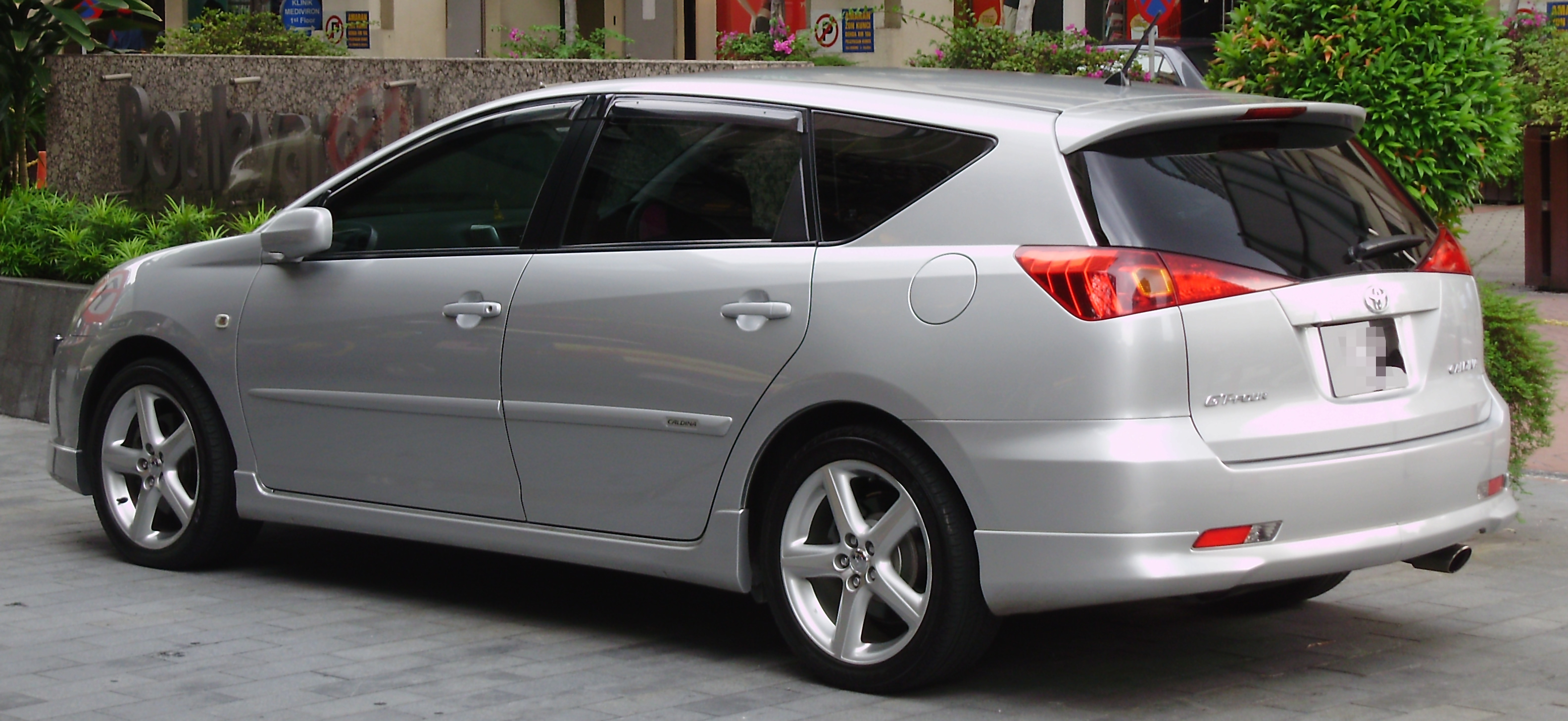
前期型リア（GT-FOUR）

## 車名の由来
- イタリア語で「中心的な、主要な」という意味のカルディナル（Cardinale カルディナーレ）をもとに作った造語。なお、AERIAL（エアリアル）は英語で「空気の」という意味。

## 販売チャネル
- トヨタ店
- トヨペット店